# Vega de Forcas
Vega de Forcas (llamada oficialmente Santa María de Veiga de Forcas) es una parroquia y una aldea española del municipio de Piedrafita, en la provincia de Lugo, Galicia.

## Organización territorial
La parroquia está formada por una entidad de población:
- Veiga de Forcas

## Demografía
Gráfica demográfica de la aldea de Veiga de Forcas y de la parroquia de Vega de Forcas según el INE español:
| Gráfica de evolución demográfica de Vega de Forcas entre 2000 y 2020 |
|                                                                      |
| Datos según el nomenclátor publicado por el INE.                     |